# استره آداماکه
استره آداماکه (رومانیایی: Stere Adamache؛ ۱۷ اوت ۱۹۴۱ – ۹ ژوئیهٔ ۱۹۷۸) بازیکن فوتبال اهل رومانی بود.
وی همچنین در تیم ملی فوتبال رومانی بازی کرده‌است.